# Aguascalientes (stato)
Aguascalientes è uno stato del Messico situato nella zona centrale del paese; confina a nord con lo stato del Jalisco e a ovest con lo stato del Zacatecas. Il suo nome significa "acque calde" in spagnolo. Il capoluogo è Aguascalientes.
Lo stato fu fondato nel 1835 quando il territorio fu separato dallo Stato di Zacatecas.
Aguascalientes ha un'area di circa 5.600 km² e una popolazione di circa 1,3 milioni di abitanti. È uno stato interno e non ha, quindi, sbocchi sul mare.
È caratterizzato da una recente crescita del settore industriale. Si trova in prossimità di importanti vie di comunicazione che ne hanno favorito lo sviluppo economico.

## Società

### Evoluzione demografica
Abitanti censiti (in migliaia)

## Geografia antropica

### Suddivisioni amministrative
Lo stato di Aguascalientes è suddiviso in 11 comuni.
| Codice INEGI | Municipio                 | Capoluogo municipale      | Data di creazione | Popolazione (2015) | Area (km²) |
| ------------ | ------------------------- | ------------------------- | ----------------- | ------------------ | ---------- |
| 001          | Aguascalientes            | Aguascalientes            |                   | 877.190            | 1.168,72   |
| 002          | Asientos                  | Asientos                  |                   | 46.464             |            |
| 003          | Calvillo                  | Calvillo                  |                   | 56.048             | 931,26     |
| 004          | Cosío                     | Cosío                     |                   | 15.577             |            |
| 005          | Jesús María               | Jesús María               |                   | 120.405            | 499,18     |
| 006          | Pabellón de Arteaga       | Pabellón de Arteaga       |                   | 46.473             | 199,33     |
| 007          | Rincón de Romos           | Rincón de Romos           |                   | 53.866             |            |
| 008          | San José de Gracia        | San José de Gracia        |                   | 8.896              |            |
| 009          | Tepezalá                  | Tepezalá                  |                   | 20.926             |            |
| 010          | El Llano                  | Palo Alto                 | 1992              | 20.245             |            |
| 011          | San Francisco de los Romo | San Francisco de los Romo |                   | 46.454             | 134,07     |